# Sonate K. 437
La sonate K. 437 (F.295/L.278) en fa majeur est une œuvre pour clavier du compositeur italien Domenico Scarlatti.

## Présentation
La sonate K. 437 en fa majeur, notée Andante comodo, forme une paire avec la sonate suivante. Kirkpatrick entendait des cloches, (aux mesures 51 et suivantes). Le style évoque par instants celui de Frescobaldi.

## Manuscrits
Le manuscrit principal est le numéro 20 du volume X (Ms. 9781) de Venise (1755), copié pour Maria Barbara ; les autres sont Parme XII 8 (Ms. A. G. 31417), Münster II 27 (Sant Hs 3965). Une copie figure également dans un recueil conservé à Lisbonne, ms. FCR/194.1 (no 50).

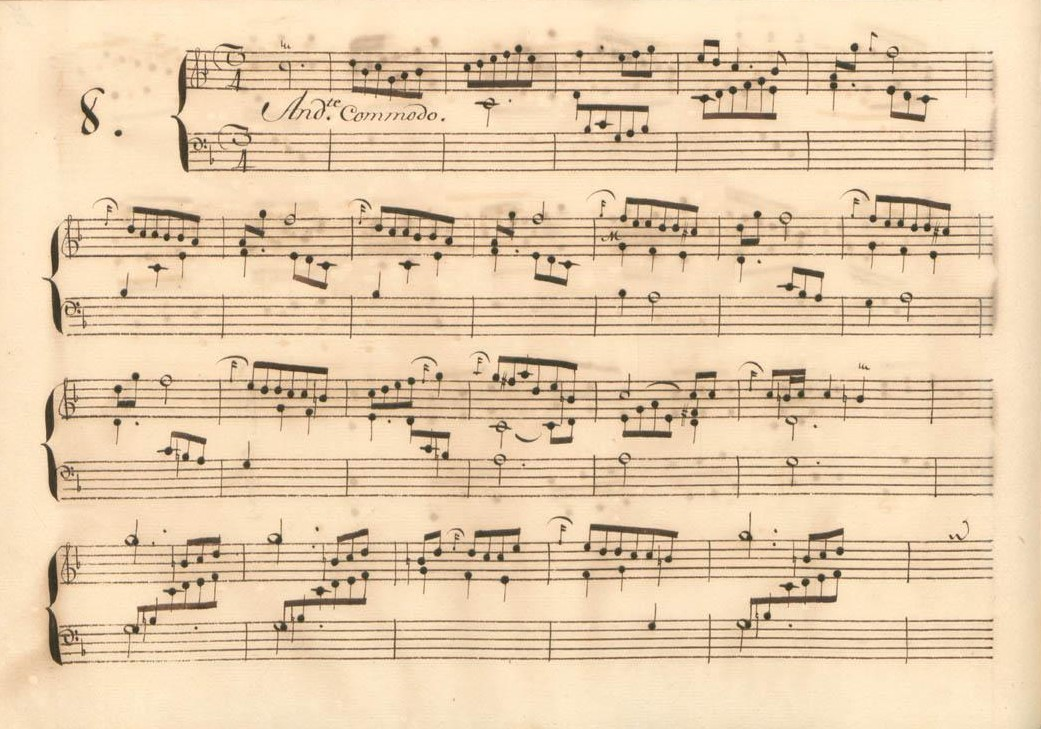
Parme XII 8.
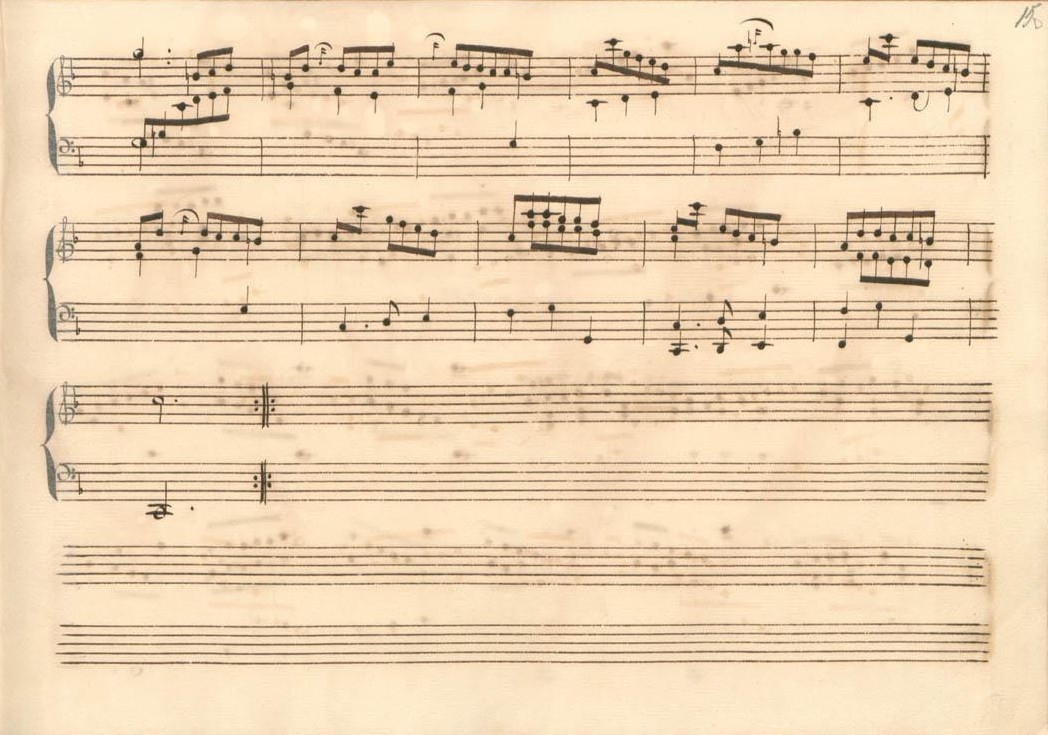
Parme XII 8 (fin de la première section).
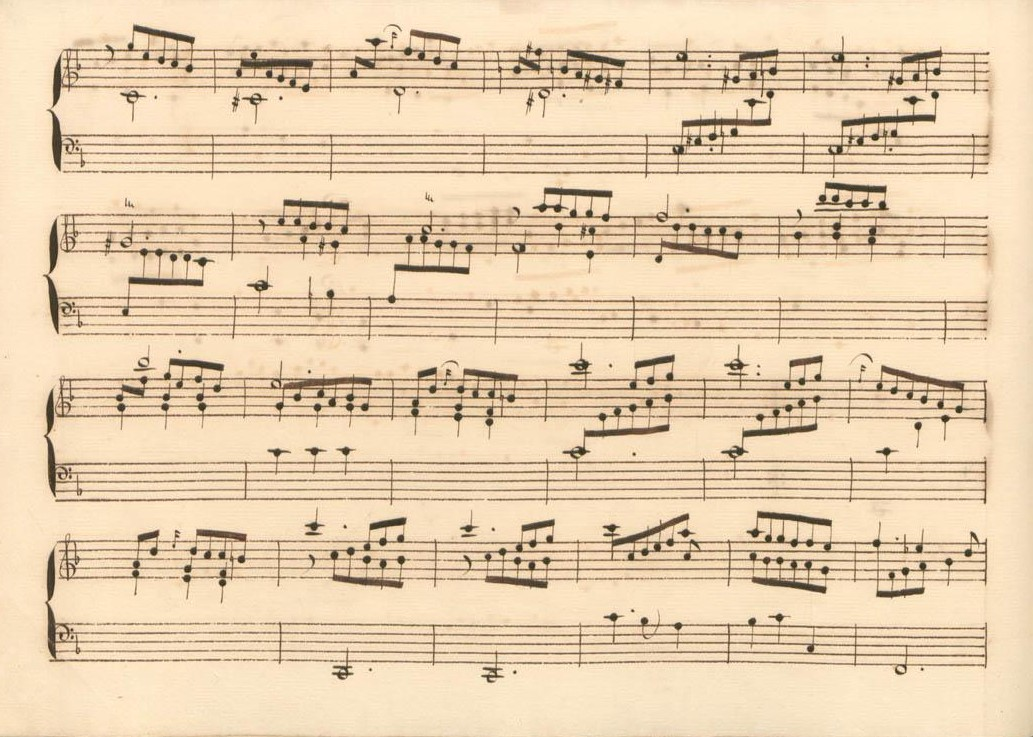
Parme XII 8 (début de la seconde section).
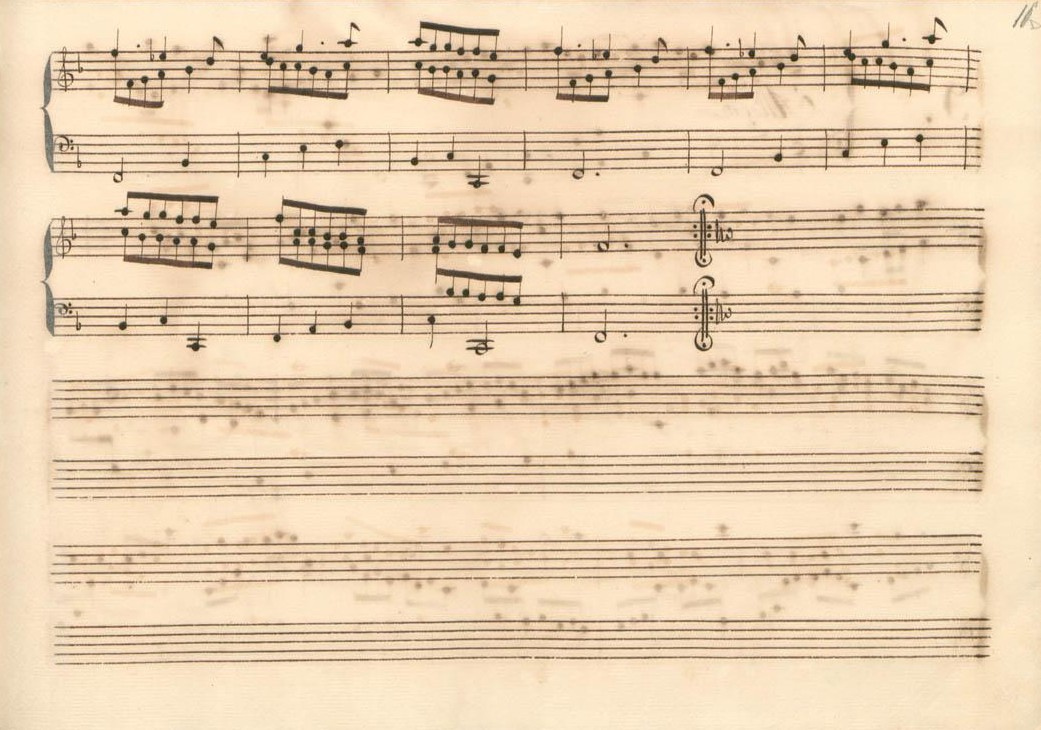
Parme XII 8 (fin de la sonate).
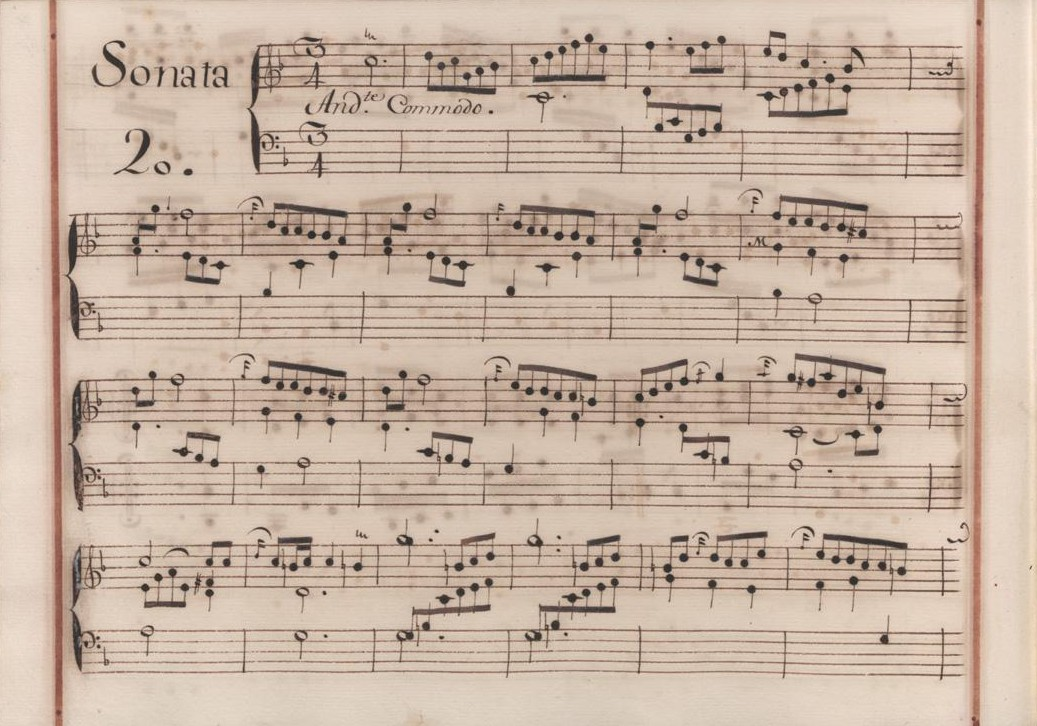
Venise X 20.

## Interprètes
La sonate K. 437 est défendue au piano, notamment par Clara Haskil (1950, Westminster Records), Maurizio Baglini (2014, Decca), Carlo Grante (2016, Music & Arts, vol. 5) et Pascal Pascaleff (2020, Naxos, vol. 25) ; au clavecin par Scott Ross (1985, Erato), Pierre Hantaï (1992, Astrée), Richard Lester, clavecin et pianoforte (2003, Nimbus, vol. 4), Pieter-Jan Belder (Brilliant Classics, vol. 10) et Andrés Alberto Gómez (2018, Several Records).

## Sources
: document utilisé comme source pour la rédaction de cet article.
- Ralph Kirkpatrick (trad. de l'anglais par Dennis Collins), Domenico Scarlatti, Paris, Lattès, coll. « Musique et Musiciens », 1982 (1re éd. 1953 (en)), 493 p. (ISBN 978-2-7096-0118-4, OCLC 954954205, BNF 34689181).
- Alain de Chambure, « Domenico Scarlatti : Intégrale des sonates — Scott Ross », Erato (2564-62092-2), 1985 (OCLC 891183737) .
- (en) Carlo Grante, « Domenico Scarlatti, intégrale des sonates pour clavier (vol. 5) », Music & Arts (CD-1294), 2017 (OCLC 1079366528) .
- (es) Celestino Yáñez Navarro (thèse), Nuevas aportaciones para el estudio de las sonatas de Domenico Scarlatti. Los manuscritos del Archivo de Música de las Catedrales de Zaragoza, Universitat Autònoma de Barcelona, 2016 (lire en ligne).